# Resolutie 2269 Veiligheidsraad Verenigde Naties
Resolutie 2269 van de Veiligheidsraad van de Verenigde Naties werd op 29 februari 2016 door de VN-Veiligheidsraad aangenomen, en benoemde Serge Brammertz tot de nieuwe openbaar aanklager van het Internationaal Restmechanisme voor Straftribunalen.
Vier leden van de Veiligheidsraad hadden zich onthouden bij de stemming. Voor Egypte, Senegal en Angola was onaanvaardbaar dat het mechanisme uitsluitend door westerse landen zou worden geleid. Ook vond men dat het secretariaat te laat over de brug was gekomen met de naam van de te overwegen kandidaat.
Ook Rusland onthield zich – net als bij voorgaande resoluties over het onderwerp – opnieuw vanwege de aanslepende vertragingen bij het afronden van het Joegoslavië-tribunaal.

## Inhoud
In 2012 was Hassan Jallow – de voorzitter van het Rwanda-tribunaal – voor vier jaar benoemd tot openbaar aanklager van het Internationaal Restmechanisme voor Straftribunalen. De secretaris-generaal had nu Serge Brammertz, voorzitter van het Joegoslavië-tribunaal, naar voren geschoven als opvolger. Na de inwerkingsperiode van vier jaar was voorzien dat het mechanisme om de twee jaar zou worden herzien. De Veiligheidsraad benoemde Brammertz aldus voor een periode van 1 maart 2016 tot 30 juni 2018.

## Verwante resoluties
- Resolutie 1966 Veiligheidsraad Verenigde Naties (2010)
- Resolutie 2038 Veiligheidsraad Verenigde Naties (2012)

Lijst ·  2260 ·  2261 ·  2262 ·  2263 ·  2264 ·  2265 ·  2266 ·  2267 ·  2268 ·  2269 ·  2270 ·  2271 ·  2272 ·  2273 ·  2274 ·  2275 ·  2276 ·  2277 ·  2278 ·  2279 ·  2280 ·  2281 ·  2282 ·  2283 ·  2284 ·  2285 ·  2286 ·  2287 ·  2288 ·  2289 ·  2290 ·  2291 ·  2292 ·  2293 ·  2294 ·  2295 ·  2296 ·  2297 ·  2298 ·  2299 ·  2300 ·  2301 ·  2302 ·  2303 ·  2304 ·  2305 ·  2306 ·  2307 ·  2308 ·  2309 ·  2310 ·  2311 ·  2312 ·  2313 ·  2314 ·  2315 ·  2316 ·  2317 ·  2318 ·  2319 ·  2320 ·  2321 ·  2322 ·  2323 ·  2324 ·  2325 ·  2326 ·  2327 ·  2328 ·  2329 ·  2330 ·  2331 ·  2332 ·  2333 ·  2334 ·  2335 ·  2336